# Boris Michailowitsch Wolin
Boris Michailowitsch Wolin, Geburtsname: Josif Jefrimowitsch Fradkin, (* 1. Junijul. / 13. Juni 1886greg. in Hlybokaje, Gouvernement Witebsk; † 15. Februar 1957 in Moskau) war ein sowjetischer Journalist, Politiker und Zensor.

## Leben
Wolin trat 1904 der russischen Sozialdemokratie bei. Er war einer der Gründer der Literaturzeitschrift "Na postu" und von 1921 bis 1924 Herausgeber von "Rabotschaja Moskwa". Er leistete diplomatische und journalistische Arbeit in Paris und Wien. Ab 1929 war er Mitglied der Redaktion von "Na literaturnom postu".
Als Nachfolger von Pawel Lebedew-Poljanski leitete Wolin von 1931 bis 1935 die Zensurbehörde der Sowjetunion Glawlit.
1936 bis 1945 war Wolin Hauptredakteur der Zeitschrift Istoritscheskowo Schurnal (Historische Zeitschrift), die aus der 1931 gegründete Zeitschrift Bor'ba Klassow (Klassenkampf) hervorging. Im Kriegsjahr 1941 wurde jene mit der Zeitschrift Historik-Marksist verschmolzen. 1945 wurde die Redaktion von Istoritscheskowo Journal entlassen und die Zeitschrift als Waprossij Istorii (Fragen zur Geschichte), die heute (2019) noch besteht, fortgeführt.

## Preise und Auszeichnungen
Wolin erhielt den Orden des Vaterländischen Krieges, 1. Klasse.

## Veröffentlichungen
- Lenin w Powolschje (Lenin in der Wolgaregion) 1870 bis 1893, 2. Bände, Moskau 1956.